# Maicon (ur. 1988)
Maicon Pereira Roque (ur. 14 września 1988 roku) – brazylijski piłkarz grający na pozycji środkowego obrońcy w brazylijskim klubie Santos FC.

## Kariera klubowa
Maicon profesjonalną karierę zaczął w Cruzeiro EC w 2007 roku. Sezon później grał w Associação Desportiva Cabofriense.
W sezonie 2008/09 przeniósł się do Nacional Funchal i awansował z klubem do rozgrywek europejskich. Dzięki dobrym występom został zauważony przez FC Porto, z którym podpisał kontrakt do 2014 roku. W pierwszym sezonie wystąpił tylko w 4 spotkaniach. Po tym jak Bruno Alves odszedł do Zenitu Petersburg, Maicon regularnie pojawiał się w pierwszej jedenastce.